# Basilique Saint-Joseph de Webster
Cette  basilique n’est pas la seule basilique Saint-Joseph.
La basilique Saint-Joseph (en anglais : St. Joseph Basilica) est une basilique mineure de Webster, dans l'État américain de Massachusetts en Nouvelle-Angleterre, dépendant du diocèse de Worcester.

## Historique
La paroisse est la première de la ville, car elle a été fondée en 1887 par des émigrants polonais, et la paroisse catholique polonaise la plus ancienne de Nouvelle-Angleterre. C'est un édifice unique de Nouvelle-Angleterre, par son architecture néogothique polonaise et son intérieur richement décoré de nombreuses fresques néorenaissance (l'une d'elles représente la Miséricorde divine, une autre récente l'arrestation de saint Maximilien Kolbe), de mosaïques et de colonnes de marbre. L'église a été construite selon les plans d'un architecte de Springfield, John William Donahue, auteur de nombreux édifices sacrés commandés par le diocèse. L'école paroissiale ouvre en 1892, administrée par les Sœurs féliciennes.
L'église actuelle date de 1910. Elle est rénovée et reconsacrée en 1997. Jean-Paul II lui confère le rang de basilique mineure, le 11 octobre 1998. Elle bénéficie du privilège d'indulgences spéciales cinq jours de l'année : la fête de la Chaire de saint Pierre, le 22 février ; la solennité de saint Pierre et saint Paul, le 29 juin ; le jour anniversaire de l'élection du pape ; la date de l'élévation de l'église, le 11 octobre ; et la fête de saint Joseph, le 19 mars.

## Source
- (en) Cet article est partiellement ou en totalité issu de l’article de Wikipédia en anglais intitulé « St. Joseph Parish, Webster » (voir la liste des auteurs).